# André Cox

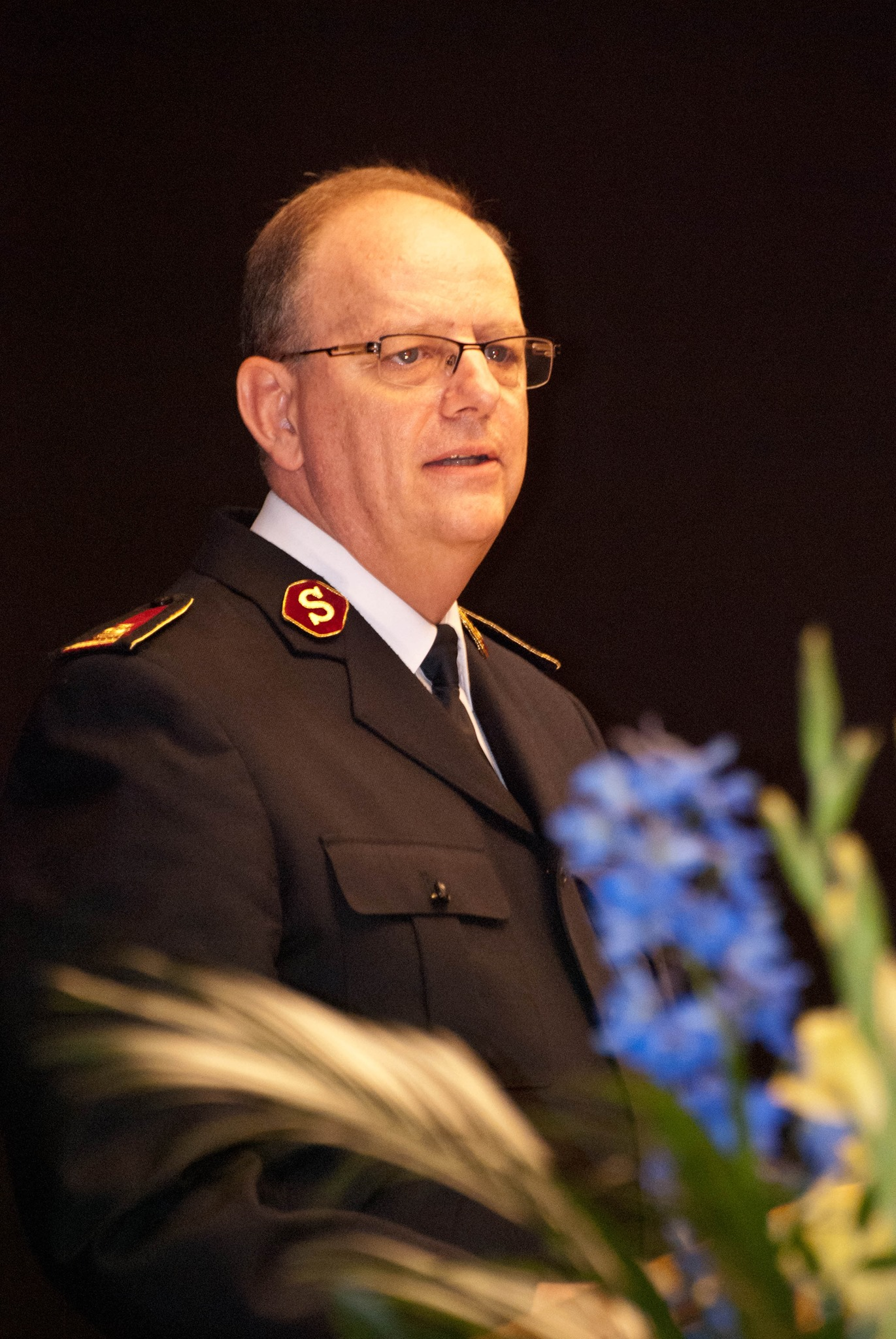
André Cox

André Cox (* 12. Juli 1954 in Harare, Föderation von Rhodesien und Njassaland) ist ein schweizerisch-britischer Heilsarmeeoffizier und von August 2013 bis August 2018 der 20. General der Heilsarmee.

## Leben
André Cox wurde 1954 als Sohn eines Briten und einer Schweizerin in der Föderation von Rhodesien und Njassaland geboren. Seine Eltern waren dort zu dieser Zeit für die Heilsarmee tätig. Cox wuchs dort und im Vereinigten Königreich auf. Später zog er in die Schweiz, wo er seine spätere Frau Silvia Volet kennenlernte.
In der Schweiz begannen beide die Ausbildung zu Heilsarmeeoffizieren. Am 25. September 1976 heirateten sie. Anschließend besuchten beide das International Training College der Heilsarmee in London. Am 25. Mai 1979 wurden sie zu Heilsarmeeoffizieren ordiniert. Cox wurde nun in dem Territorium Schweiz-Österreich sowie ab der zweiten Hälfte der 1980er Jahre in dem Territorium Simbabwe tätig. Im Hauptquartier in Harare war Cox als Sekretär für Öffentlichkeitsarbeit und als Finanzsekretär beschäftigt.
In der zweiten Hälfte der 1990er Jahre kehrte er in das Territorium Schweiz, Österreich und Ungarn zurück. In Bern verbrachte Cox acht Dienstjahre als Sekretär für Kommunikation und als Verwaltungssekretär.
Im Juli 2005 wurde er Territorialleiter des Territoriums Finnland und Estland, im Oktober 2008 dann Territorialleiter in Südafrika. Im Mai 2012 wurde er Territorialleiter des Territoriums Vereinigtes Königreich und Irland. Im Februar 2013 wurde er zum Stabschef ernannt, dem zweithöchsten Amt der internationalen Heilsarmee. Nach dem Rücktritt von Linda Bond, wurde Cox vom Hohen Rat am 3. August 2013 zum 20. General der Heilsarmee gewählt. Seine Frau war als Kommandeurin für die Organisation und als Weltpräsidentin der Frauenorganisationen tätig. Im Herbst 2018 endete die fünfjährige Amtszeit als General der Heilsarmee.
Cox ist Vater dreier Töchter.